# Alicia Keys
Alicia Keys (født 25. januar 1981 i Manhattan, New York City) er en amerikansk R&B- og soul-sanger, sangskriver, pianist, producer, skuespiller og forfatter.
Keys har været aktiv i musikgenren siden 2001. Hun har solgt over 30 millioner plader verden over og vundet mange priser bl.a. Grammy Awards, elleve Billboard Music Awards og tre American Music Awards. Hun sang titelsangen "Another Way to Die" sammen med Jack White til James Bond-filmen Quantum of Solace fra 2008.
Hun har arbejdet med til velgørenhed og er blandt mange andre ting talskvinde for organisationen Keep a Child Alive, en organisation som leverer medicin til HIV/AIDS-ramte børn i Afrika.
I efteråret 2016 blev hun coach i den 11. sæson af The Voice USA, hvor hendes deltager Wé McDonald kom i finalen og endte på en tredjeplads. I foråret 2017 vendte hun tilbage som coach i den 12. sæson af showet, hvor hun igen hjalp sin deltager Chris Blue til finalen som han vandt.

## Baggrund
Alicia Augello blev født i Hell's Kitchen, et nabolag i New York City.

## Diskografi

### Album
- Songs in A Minor (2001)
- The Diary of Alicia Keys (2003)
- As I Am (2007)
- The Element of Freedom (2009)
- Girl on Fire (2012)

### Live-album
- Unplugged (2005)